# Evelyn Roberts
Evelyn Roberts (* um 1920, † vor 1999, geborene Evelyn Effnert) war eine kanadische Badmintonspielerin. 

## Karriere
Evelyn Roberts gewann unter ihrem Geburtsnamen Effnert 1940 den kanadischen Titel im Damendoppel. Nach dem Zweiten Weltkrieg war sie 1948 und 1950 noch einmal im Mixed erfolgreich. 1950 gewann sie auch einen weiteren Titel im Doppel.

## Sportliche Erfolge
| Saison | Veranstaltung                 | Disziplin   | Platz | Name                            |
| ------ | ----------------------------- | ----------- | ----- | ------------------------------- |
| 1940   | Kanada: Einzelmeisterschaften | Damendoppel | 1     | Dorothy Walton / Evelyn Effnert |
| 1948   | Kanada: Einzelmeisterschaften | Mixed       | 1     | Dick Birch / Evelyn Roberts     |
| 1950   | Kanada: Einzelmeisterschaften | Mixed       | 1     | Dick Birch / Evelyn Roberts     |
| 1950   | Kanada: Einzelmeisterschaften | Damendoppel | 1     | Evelyn Roberts / Joan Hennessy  |

## Referenzen
- badmintonquebec.com (Memento vom 25. April 2012 im Internet Archive)